# Komin Szczerbinki

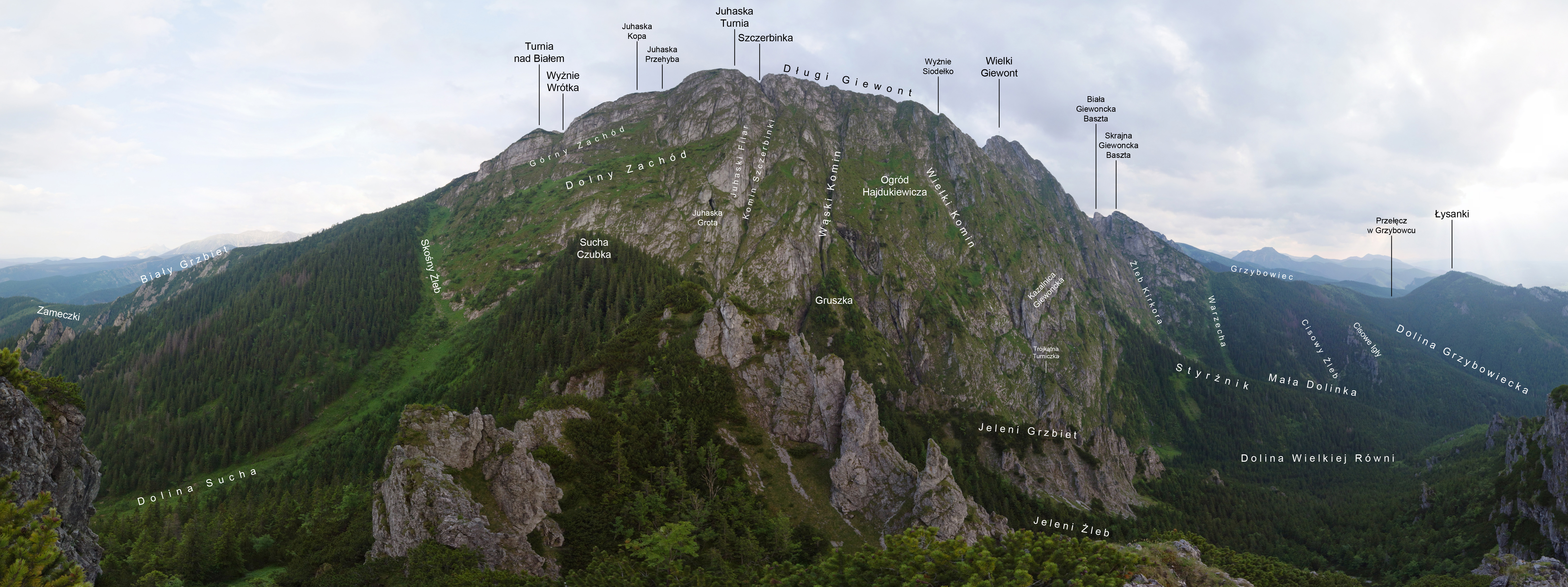
Komin Szczerbinki wśród opisanych formacji

Komin Szczerbinki – wybitna formacja skalna opadająca na północ z przełączki Szczerbinka w Długim Giewoncie w polskich Tatrach Zachodnich. Miejscami jest to żleb, miejscami komin. Tworzy on zachodnie ograniczenie Juhaskiego Filara (filar opadający na północ z Juhaskiej Turni). W kominie są cztery progi, pomiędzy którymi znajdują się odcinki dość łatwe do przejścia. Juhaski Filar opada do Komina Szczerbinki bardzo stromymi ścianami, po wschodniej natomiast stronie z komina w wielu miejscach można dość łatwo wyjść na sąsiedni filar. Komin ma jedno tylko odgałęzienie (patrząc od dołu prawe), które zaczyna się zaraz powyżej jego pierwszego progu, a kończy na filarze po wschodniej stronie. Na dole Komin Szczerbinki kończy się na kilkunastometrowej wysokości płytach w żlebie Banie.
Kominem Szczerbinki prowadzi kilkuwariantowa droga wspinaczkowa. Dwa warianty tej drogi omijają na dwa sposoby płyty u jego podstawy, dwa dalsze warianty prowadzą albo głównym ciągiem komina, albo jego prawym odgałęzieniem. Pierwsze przejścia (różnymi wariantami):
- Jacek Bilski, Władysław Cywiński i Piotr Konopka 16 marca 1982 (pierwsze przejście),
- Magda Malczyk, Piotr Kowalczyk i Ryszard Malczyk 25 października 1986 (pierwsze przejście letnie),
- Roman Dawidek i Piotr Konopka 9 stycznia 1989,
- Marzena Rusin, Andrzej Lejczak i Wojciech Mateja 7 marca 1992 (pierwsze przejście lewą, główną gałęzią żlebu),
- Zygmunt Grabowski, Lesław Kroh, Czesław Momatiuk i Tadeusz Rogowski 30 marca 1954 (pierwsze przejście górnej części drogi)[1].

Stopnie trudności na różnych odcinkach i wariantach drogi: II, III, IV, V w skali trudności UIAA (tatrzańska).